# Palacio Presidencial de Surinam
El Palacio Presidencial de Surinam (en neerlandés: Gouvernementsgebouw) es la residencia oficial del presidente de la República de Surinam, se encuentra en Paramaribo, capital de Surinam. Su arquitectura pertenece al estilo barroco neerlandés construido durante la época de la Guayana Neerlandesa.
Aunque tiene la función de albergar al presidente, el palacio también es sede de la Asamblea Nacional de Surinam, el Tribunal de Justicia Nacional y el Ministerio de Finanzas. En su zona trasera se encuentra el parque Palmentuin.> El palacio forma parte del centro histórico de Paramaribo, que desde 2002 es considerado Patrimonio de la Humanidad por la Unesco.

## Historia
Su construcción se realizó en 1730 por orden del gobierno de la Guayana Neerlandesa como una remodelación de su sede administrativa colonial.

## Uso actual
El palacio además de ser la sede oficial de los poderes políticos de Surinam. También es utilizado como sitio de eventos gubernamentales y diplomáticos. El gobierno lo considera un símbolo de la independencia nacional desde 1975.